# Persona (Marracash)
| Recensione       | Giudizio |
| ---------------- | -------- |
| All Music Italia |          |
| La casa del rap  |          |
| Ondarock         |          |
| Rockit           | Positivo |
| Rockol           |          |

Persona è il quinto album in studio del rapper italiano Marracash, pubblicato il 31 ottobre 2019 dalla Island Records.
L'album ha ricevuto il plauso della critica, venendo definito come un «classico istantaneo» dalla critica specializzata del genere, e come «il miglior disco italiano dell'anno» secondo la rivista Rolling Stone Italia.

## Descrizione
Composto da quindici brani, l'album è il risultato di un periodo di isolamento durato due anni e nove mesi causato da vicissitudini personali:
Il concept album è ispirato all'omonimo film di Ingmar Bergman ed è incentrato sul concetto del doppio attraverso l'incontro tra le due personalità del rapper: l'artista (Marracash) e la persona (Fabio). Il filo conduttore è rappresentato da un ipotetico viaggio attraverso gli organi del corpo umano, sulla base dei quali si appoggiano varie tematiche, come la salute mentale, le ansie o i rapporti sbagliati. Il macrotema del disco è la crisi esistenziale.

## Promozione
Persona è stato pubblicato il 31 ottobre 2019 in formato CD, vinile, download digitale e streaming; per l'occasione il sito Amazon.it ha reso disponibili per un periodo di tempo limitato alcune edizioni autografate dallo stesso Marracash.
Il 1º novembre è entrato in rotazione radiofonica il primo singolo Bravi a cadere - I polmoni, sesta traccia del disco. Il seguente 10 febbraio è stato presentato il video musicale per il brano Crudelia - I nervi, diretto da Martina Pastori.
Il 6 marzo 2020 Marracash ha pubblicato il singolo inedito Neon - Le ali, realizzato insieme a Elisa e tratto dalle sessioni di registrazione di Persona, ma scartato dalla lista tracce a causa dei tempi stretti di pubblicazione dell'album.

## Tracce
Testi di Fabio Rizzo, eccetto dove indicato, musiche di Alessandro Pulga, eccetto dove indicato.
1. Body Parts - I denti – 2:36 (musica: Alessandro Pulga, Lorenzo Paolo Spinosa)
2. Qualcosa in cui credere - Lo scheletro (feat. Gué Pequeno) – 3:32 (testo: Fabio Rizzo, Cosimo Fini)
3. Quelli che non pensano - Il cervello (feat. Coez) – 3:10 (testo: Fabio Rizzo, Silvano Albanese, Giulia Puzzo, Sebastiano Ruocco, Francesco Di Gesù, Davide Petrella – musica: Gianluca Cranco)
4. Appartengo - Il sangue (feat. Massimo Pericolo) – 4:15 (testo: Fabio Rizzo, Alessandro Vanetti)
5. Poco di buono - Il fegato – 3:05
6. Bravi a cadere - I polmoni – 3:20 (testo: Fabio Rizzo, Lorenzo Urciullo, Luca Serpenti, Antonio Di Martino, Davide Petrella – musica: Alessandro Pulga, Stefano Tognini)
7. Non sono Marra - La pelle (feat. Mahmood) – 3:08 (testo: Fabio Rizzo, Alessandro Mahmoud, Giampaolo Parisi – musica: Dario Faini, Gianluca Cranco)
8. Supreme - L'ego (feat. Tha Supreme, Sfera Ebbasta) – 3:43 (testo: Fabio Rizzo, Davide Mattei, Gionata Boschetti – musica: Alessandro Pulga, Paolo Alberto Monachetti)
9. Sport - I muscoli (feat. Luchè) – 3:22 (testo: Fabio Rizzo, Luca Imprudente – musica: Demo Casanova, Lorenzo Paolo Spinosa, Rashaad Wiggins)
10. Da buttare - Il ca**o – 3:24 (musica: Lorenzo Paolo Spinosa)
11. Crudelia - I nervi – 3:50 (musica: Alessandro Pulga, Stefano Tognini)
12. G.O.A.T - Il cuore – 3:30 (musica: Massimiliano Dagani)
13. Madame - L'anima (feat. Madame) – 3:41 (testo: Fabio Rizzo, Francesca Calearo)
14. Tutto questo niente - Gli occhi – 3:30
15. Greta Thunberg - Lo stomaco (feat. Cosmo) – 2:46 (testo: Fabio Rizzo, Marco Jacopo Bianchi)

Contenuto bonus nell'edizione streaming
- Disco 1

1. Sport + muscoli (RMX) (feat. Luchè, Lazza, Paky, Taxi B) – 4:46 (testo: Fabio Rizzo, Luca Imprudente, Demacio "Demo" Castellon, Vincenzo Mattera, Michele Ballabene, Jacopo Lazzarini, Lorenzo Paolo Spinosa – musica: Demo Casanova, Lorenzo Paolo Spinosa, Rashaad Wiggins)
2. Neon - Le ali (feat. Elisa) – 3:27 (testo: Fabio Rizzo, Elisa Toffoli, Davide Petrella, Alessandro Merli – musica: Takagi & Ketra, Marz)

- Disco 2

1. Intro (Live) – 1:00
2. Body Parts - I denti (Live) – 1:57
3. Qualcosa in cui credere - Lo scheletro (Live) – 1:59
4. Bravi a cadere - I polmoni (Live) – 3:05
5. Quelli che non pensano - Il cervello (Live) – 2:55
6. Appartengo - Il sangue (feat. Massimo Pericolo (Live) – 4:24
7. G.O.A.T - Il cuore (Live) – 3:40
8. Neon - Le ali (feat. Elisa (Live) – 3:52
9. Poco di buono - Il fegato (Live) – 3:24
10. Interlude (Live) – 2:21
11. Tutto questo niente - Gli occhi (Live) – 3:46
12. Madame - L'anima (feat. Madame (Live) – 3:44
13. Crudelia - I nervi (Live) – 4:16
14. Nulla accade (Bonus Track - Live) – 2:45

## Formazione
Musicisti
- Marracash – voce
- Gué Pequeno – voce aggiuntiva (traccia 2)
- Coez – voce aggiuntiva (traccia 3)
- Massimo Pericolo – voce aggiuntiva (traccia 4)
- Alessandro De Crescenzo – chitarra (traccia 6)
- Mahmood – voce aggiuntiva (traccia 7)
- Tha Supreme – voce aggiuntiva (traccia 8)
- Sfera Ebbasta – voce aggiuntiva (traccia 8)
- Luchè – voce aggiuntiva (traccia 9)
- Madame – voce aggiuntiva (traccia 13)
- Roberto Drago Dragonetti – basso (traccia 14)
- Davide "Dade" Pavanello – sassofono (traccia 14)
- Paolo "De Angelo" Parpaglione – sassofono (traccia 14)
- Cosmo – voce aggiuntiva e sintetizzatore (traccia 15)

Produzione
- Marz – produzione (tracce 1, 2, 4-6, 8, 11, 13-15)
- Low Kidd – produzione (tracce 1, 9 e 10)
- TY1 – produzione (tracce 3 e 7)
- Zef – produzione (tracce 6 e 11)
- Dardust – produzione (traccia 7)
- Charlie Charles – produzione (traccia 8)
- Demo Casanova – produzione (traccia 9)
- Rashaad Wiggins – produzione (traccia 9)
- Big Fish – produzione (traccia 12)
- Emanuele Mattozzi – registrazione
- Davide "Dade" Pavanello – arrangiamento
- Andrea Suriani – missaggio, mastering

## Successo commerciale
Persona ha debuttato in vetta alla Classifica FIMI Album e contemporaneamente nove dei quindici brani contenuti nel disco hanno occupato le prime dieci posizioni della Top Singoli, con il brano Supreme - L'ego in cima. Grazie a questi risultati l'album è stato certificato disco d'oro dalla FIMI per aver superato la soglia delle 25 000 copie vendute. Nel corso della terza settimana di vendite Persona è stato certificato disco di platino.
Nella sua 23ª settimana, ovvero a sei mesi dalla pubblicazione, l'album ha fatto ritorno alla vetta della Classifica FIMI Album. In seguito viene rivelato che Persona è l'album più venduto del primo semestre 2020 in Italia, mantenendo il primato a fine anno.

## Classifiche

### Classifiche settimanali
| Classifica (2019) | Posizione massima |
| ----------------- | ----------------- |
| Italia            | 1                 |
| Svizzera          | 48                |

### Classifiche di fine anno
| Classifica (2019) | Posizione |
| ----------------- | --------- |
| Italia            | 5         |
| Classifica (2020) | Posizione |
| Italia            | 1         |
| Classifica (2021) | Posizione |
| Italia            | 17        |
| Classifica (2022) | Posizione |
| Italia            | 20        |
| Classifica (2023) | Posizione |
| Italia            | 18        |
| Classifica (2024) | Posizione |
| Italia            | 21        |